# Університет штату Вашингтон

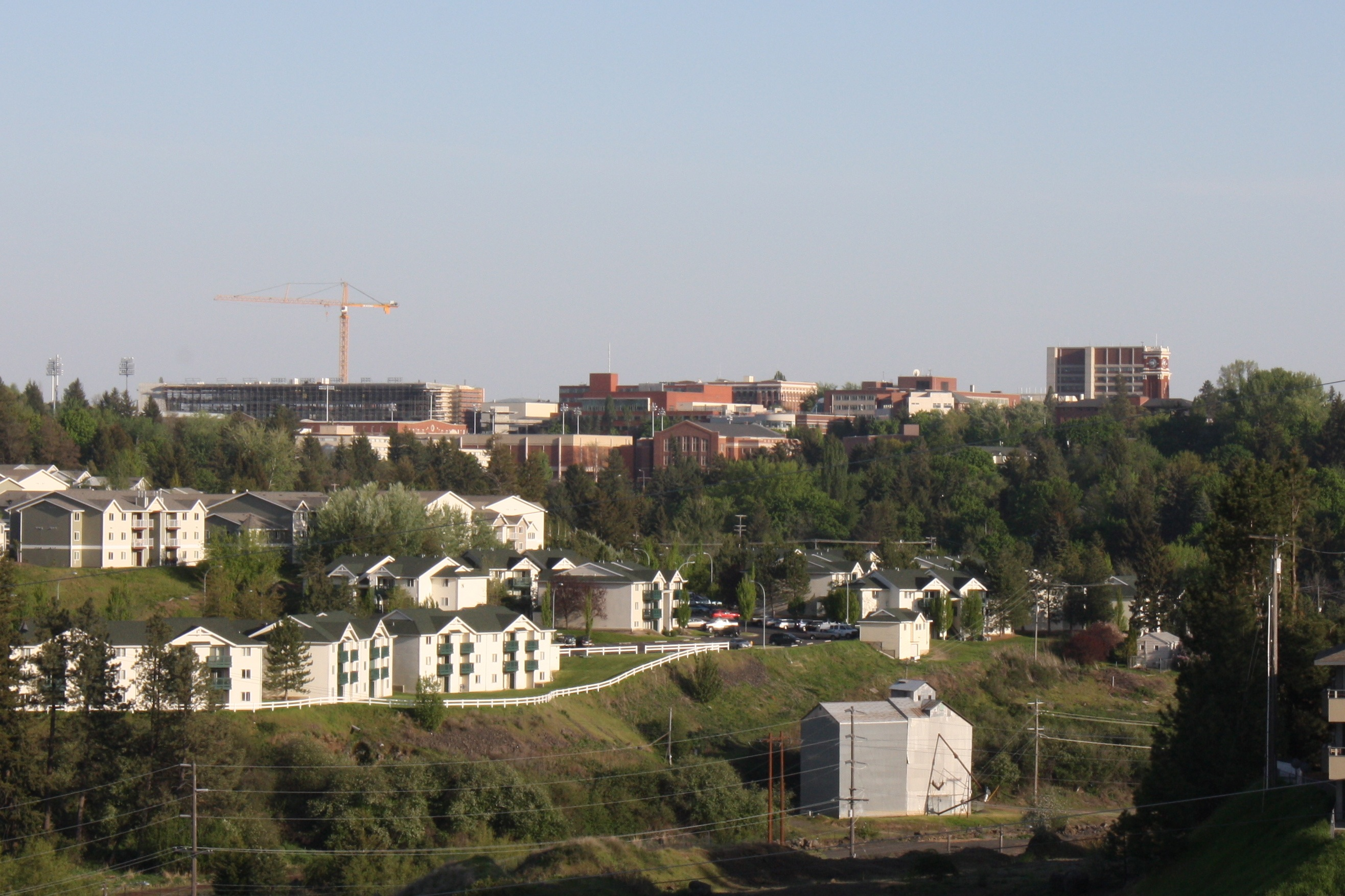
Кампус університету, вид з півночі, травень 2012.

Університет штату Вашингтон (англ. Washington State University) — громадський дослідницький університет, що розташований у місті Пуллман, штат Вашингтон, США. Університет засновано у 1890 році.